# Козинская сельская община
Козинская сельская община (укр. Козинська сільська громада) — территориальная община в Дубенском районе Ровненской области Украины.
Административный центр — село Козин.
Население составляет 7065 человек. Площадь — 179,3 км².
В соответствии с распоряжением Кабинета Министров Украины от 12 июня 2020 года, в состав общины вошла территория Березиновского, Добриводского, Жовтневого, Иващуковского, Козинского и Пустоиванновского сельских советов упразднённого Радивиловского района.

## Населённые пункты
В состав общины входит 22 села:
- Козин
- Березиновский старостинский округ:
  - Березины
  - Дубины
  - Курсики
  - Пасеки
  - Радиховщина
  - Савчуки
  - Среднее
- Добриводский старостинский округ:
  - Добривода
  - Подвысокое
  - Станиславы
- Иващуковский старостинский округ:
  - Белогоровка
  - Бригадировка
  - Заречное
  - Иващуки
- Новопляшевский старостинский округ:
  - Новая Пляшева
- Пустоиванновский старостинский округ:
  - Гай
  - Грановка
  - Гусары
  - Ивановка
  - Пустоиванье
  - Рудня